# Enzimski supstrat
U biohemiji, supstrat je molekul na koji deluje enzim. Enzimi katalizuju hemijske reakcije nad supstratima. U slučaju jednog supstrata, on se vezuje za aktivno mesto enzima, formira se kompleks enzima i supstrata. Supstrat se transformiše u jedan ili više produkata, koji se zatim odvajaju od aktivnog mesta. Aktivno mesto je sa slobodno da primi sledeći molekul supstrata. U slučaju reakcija sa više supstrata, on moraju da se vežu u specifičnom redosledu za aktivno mesto, pre nego što reaguju i proizvedu produkt.
Na primer, formiranje surutke (koagulacija sirišta) je reakcija koja se javlja nakon dodavanja enzima renina u mleko. U ovoj reakciji, supstrat je mlečni protein (npr., kazein), a enzim je renin. Produkti su dva polipeptida koja se formiraju razlaganjem većeg peptidnog supstrata.
Jedan drugi primer je hemijska dekompozicija vodonik peroksida posredstvom enzima katalaze. Pošto su enzimi katalizatori, oni se ne menjaju tokom reakcije. Supstrati se konvertuju u produkte. U ovom slučaju vodonik peroksid se konvertuje do vode i gasovitog kiseonika.
gde je E = enzim, S = supstrat(i), P = produkt(i).